# Grand Prix ISU juniores in Andorra
Il Grand Prix ISU juniores in Andorra è una competizione internazionale di pattinaggio di figura. Si tiene in autunno e fa parte del circuito Grand Prix ISU juniores di pattinaggio di figura. Le medaglie sono assegnate nelle discipline del singolo maschile, singolo femminile, coppie e danza su ghiaccio.

## Vincitori

### Singolo maschile
| Anno | Luogo   | Oro         | Argento            | Bronzo         | Dettagli |
| 2005 | Canillo | Ryo Shibata | Adrian Schultheiss | Geoffry Varner | [ 1 ]    |

### Singolo femminile
| Anno | Luogo   | Oro       | Argento            | Bronzo        | Dettagli |
| 2005 | Canillo | Mai Asada | Christine Zukowski | Laura Lepistö | [ 1 ]    |

### Coppie
| Anno | Luogo   | Oro                             | Argento                      | Bronzo                                 | Dettagli |
| 2005 | Canillo | Bianca Butler / Joseph Jacobsen | Julia Vlassov / Drew Meekins | Ekaterina Ragozina / Pavel Sliusarenko | [ 1 ]    |

### Danza su ghiaccio
| Anno | Luogo   | Oro                       | Argento                     | Bronzo                           | Dettagli |
| 2005 | Canillo | Tessa Virtue / Scott Moir | Meryl Davis / Charlie White | Ksenia Antonova / Roman Mylnikov | [ 1 ]    |